# Jonas Koch
Jonas Koch (* 25. Juni 1993 in Schwäbisch Hall) ist ein deutscher Radrennfahrer. Er gilt als sprintstarker Allrounder.

## Werdegang
Zwischen 2012 und 2015 fuhr Koch für verschiedene UCI Continental Teams und gewann in dieser Zeit die Nachwuchswertungen der internationalen Etappenrennen Course de la Solidarité Olympique und Tour of Małopolska. Seinen bis dahin größten Karriereerfolg erzielte er 2015 auf der ersten Etappe des U23-Nationencup-Rennens Tour de l’Avenir, die er nach langer Alleinfahrt mit elf Sekunden Vorsprung auf das Hauptfeld gewann. Zum Abschluss der Rundfahrt gewann er die Punktewertung. In der Rad-Bundesliga 2015 belegte er Rang zwei.
Anschließend erhielt er für die Saison 2016 einen Vertrag beim polnischen Professional Continental Team ActiveJet. Für diese Mannschaft wurde er unter anderem Gesamtvierter der Tour des Fjords 2016. Nachdem diese Mannschaft zum Saisonende schloss und Koch zunächst keinen neuen Vertrag bei einem UCI-Team erhielt, fuhr er zunächst mit dem deutschen Nationalteam die Mallorca Challenge, wo er den neunten Rang bei der Trofeo Palma belegte. Anschließend wurde er mit Wirkung zum 1. März 2017 Mitglied der polnischen CCC Sprandi Polkowice-Mannschaft.
In der Saison 2018 wurde er Gesamtwertungsachter der Tour of Norway und belegte im Massensprint des UCI WorldTour-Rennens Prudential RideLondon & Surrey Classic den neunten Rang. Nachdem der Namenssponsor seiner Mannschaft zur Saison 2018 beim UCI WorldTeam BMC einstieg, erfüllten sich Kochs Hoffnungen auf einen Vertrag dort zunächst nicht und unterschrieb beim Team Heizomat rad-net.de, für das er bereits 2015 fuhr. Nachdem er vom CCC Team zur Jahreswende 2018/19 verpflichtet wurde, entließ ihn Heizomat einvernehmlich aus dem Vertrag.
Für das CCC Team gewann Koch nach vorderen Platzierungen in den Sprints die Punktewertung der Österreich-Rundfahrt 2019 und nach einem Ausreißversuch auf der zweiten Etappe die Bergwertung der Tour de La Provence 2020.
Nachdem das CCC-Team zum Saisonende 2020 seine Aktivitäten einstellte, erhielt Koch einen Vertrag beim belgischen Team Intermarché-Wanty-Gobert Matériaux, das die WorldTeam-Lizenz von CCC erwarb.
Im Juni 2021 wurde Koch bei der Deutsche Straßen-Radmeisterschaften 2021 in Stuttgart deutscher Vizemeister im Straßenrennen vor seinem Teamkollegen Georg Zimmermann. Zur Saison 2022 wechselte er zum Team Bora-hansgrohe, bei dem er einen Zweijahresvertrag unterschrieb.

## Erfolge
2013
- Nachwuchswertung Course de la Solidarité Olympique

2014
- Nachwuchswertung Tour of Małopolska

2015
- eine Etappe und Punktewertung Tour de l’Avenir

2019
- Punktewertung Österreich-Rundfahrt

2020
- Bergwertung Tour de La Provence

2021
- Deutsche Straßen-Radmeisterschaften – Straßenrennen

2024
- UCI Gravel World Series – Hegau Gravel Race

## Wichtige Platzierungen
| Grand Tour            | 2019 | 2020 | 2021 | 2022 | 2023 | 2024 |
| --------------------- | ---- | ---- | ---- | ---- | ---- | ---- |
| Giro d’ItaliaGiro     | –    | –    | –    | –    | –    | 100  |
| Tour de FranceTour    | –    | 125  | DNF  | –    | –    | –    |
| Vuelta a EspañaVuelta | 60   | –    | –    | 99   | 93   | –    |

| Monument                 | 2019 | 2020 | 2021 | 2022 | 2023 | 2024 | 2025 |
| ------------------------ | ---- | ---- | ---- | ---- | ---- | ---- | ---- |
| Mailand–Sanremo          | –    | 66   | 92   | –    | –    | –    | –    |
| Flandern-Rundfahrt       | –    | 109  | –    | 87   | 76   | –    | –    |
| Paris–Roubaix            | –    | –    | –    | 85   | 109  | –    | –    |
| Lüttich–Bastogne–Lüttich | 77   | –    | –    | –    | –    | DNF  | 124  |
| Lombardei-Rundfahrt      | –    | –    | –    | –    | –    |      |      |